# Армијска група Србија
Армијска група „Србија” (њем. Armeeabteilung Serbien) била је краткотрајна армијска група Вермахта на Источном фронту током Другог свјетског рата.

## Историја
Армијска група „Србија” је образована 26. септембра 1944. од јединица подређених Главнокомандујућем Југоистока с циљем одбране Подручја Војног заповједника у Србији од надирућих трупа Црвене армије. Распуштена је 27. октобра 1944. године. Дијелови армијске групе „Србија” и штаб Армијске групе Клефел образовали су почетком септембра 194. Групу армија „Х”.
Током постојања Армијске групе „Србије” заповједник је био пјешадијски генерал Ханс Густав Фелбер.

## Списак јединица
Команда армијске групе генерала пјешадије Вилхелма Шнекенбургера са:
- 717. ловачка дивизија;
- 92. гренадирска бригада;
- 2. пук „Бранденбург”.

Јединице под командом генерала пјешадије Фридриха Вилхелма Милера:
- 7. СС добровољачка брдска дивизија „Принц Еуген”;
- 1. брдска дивизија.

## Познати припадници
- Вилхелм-Ернст Гедулт фон Јунгенфелд, фирер Борбене групе Јунгенфелда у саставу Армијске групе „Србија”.